# Reichsstraße 1
Die Reichsstraße 1 (R 1) war von 1934 bis 1945 als Staatsstraße des Deutschen Reiches die bedeutendste West-Ost-Straßenverbindung im Nordosten des damaligen Staatsgebietes, da die Reichsautobahn Berlin–Königsberg nicht fertiggestellt wurde. Während der nach 1945 westlich der Oder-Neiße-Grenze verbliebene Teil der R 1 im Artikel Bundesstraße 1 behandelt wird, befasst sich dieser Artikel speziell mit dem Abschnitt der Straße in Polen bzw. im russischen Kaliningrader Gebiet und berücksichtigt auch die heutigen Gegebenheiten. Zwischen der deutsch-polnischen Grenze und Elbing (Elbląg) entspricht der Verlauf der polnischen Staatsstraße DK 22 im Wesentlichen dem der ehemaligen R 1. Auf russischem Gebiet folgen die Fernstraßen A 194 und A 229 der Trasse der R 1.

## Allgemeines

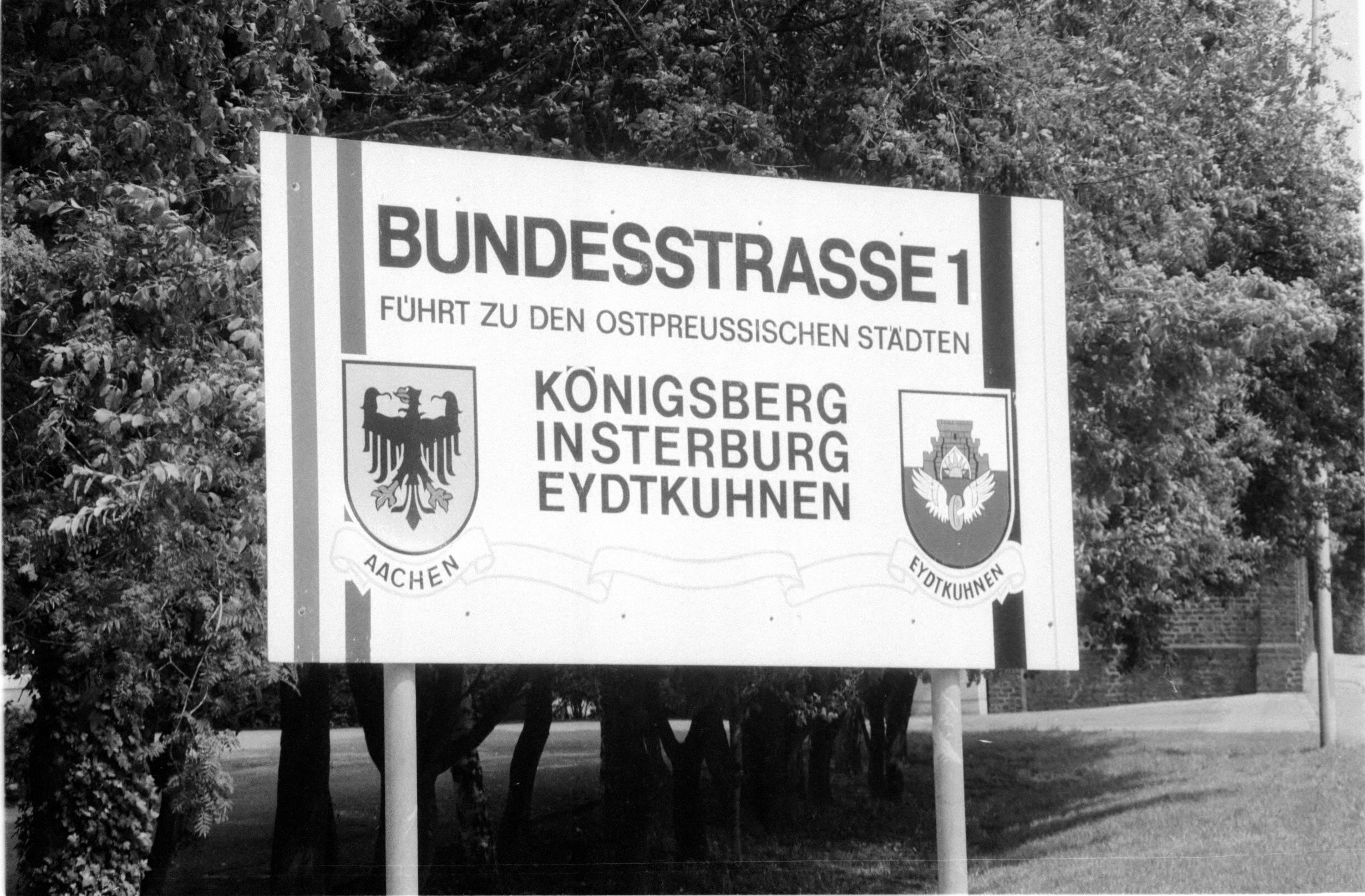
Aachen (1981)

Uralte Handels- und Postwege zwischen Berlin und der litauischen Grenze wurden im Laufe des 19. Jahrhunderts abschnittsweise zu Chausseen ausgebaut, während die Eisenbahn, vor allem die Preußische Ostbahn, den Fernverkehr übernahm. Anfang des 20. Jahrhunderts wurden Fahrrad, Motorrad und das Automobil wichtige Verkehrsmittel, für die die Straßen ausgebaut werden sollten.
1932 wurden geeignete Straßen zwischen Aachen, Berlin und Königsberg (Preußen) unter der Bezeichnung „Fernverkehrsstraße 1“, ab 1934 „Reichsstraße 1“ zusammengefasst. Die 1392 Kilometer lange Reichsstraße 1 führte von der niederländischen Grenze bei Aachen über Berlin bis zum Polnischen Korridor in Westpreußen. Auf dem Gebiet des Korridors fasste man vorhandene Straßen zu einer hypothetischen R 1 zusammen, was auch als Empfehlung für Durchreisende diente. Auf ostpreußischem Gebiet führte die R 1 über Königsberg bis nach Eydtkuhnen (1938–1945: Eydtkau) an der Grenze zu Litauen.
Da die vielen Ortsdurchfahrten für den Fernverkehr ungünstig waren, wurde die Reichsautobahn Berlin–Königsberg geplant und in den 1930er Jahren bis 1942 teilweise gebaut. Im Jahr 1939 nahm Hitler unter anderem die Forderung nach einer exterritorialen Autobahntrasse durch den Korridor zum Vorwand für den Überfall auf Polen.
Der Ostabschnitt der R 1 verband die Provinzen Brandenburg, Pommern, Westpreußen und Ostpreußen. Die Trasse der alten Reichsstraße 1 führt durch die polnischen Woiwodschaften Lebus, Westpommern, Großpolen, Pommern und Ermland-Masuren sowie die russische Oblast Kaliningrad.

## Die Provinzen Brandenburg und Pommern

### Küstrin–Landsberg

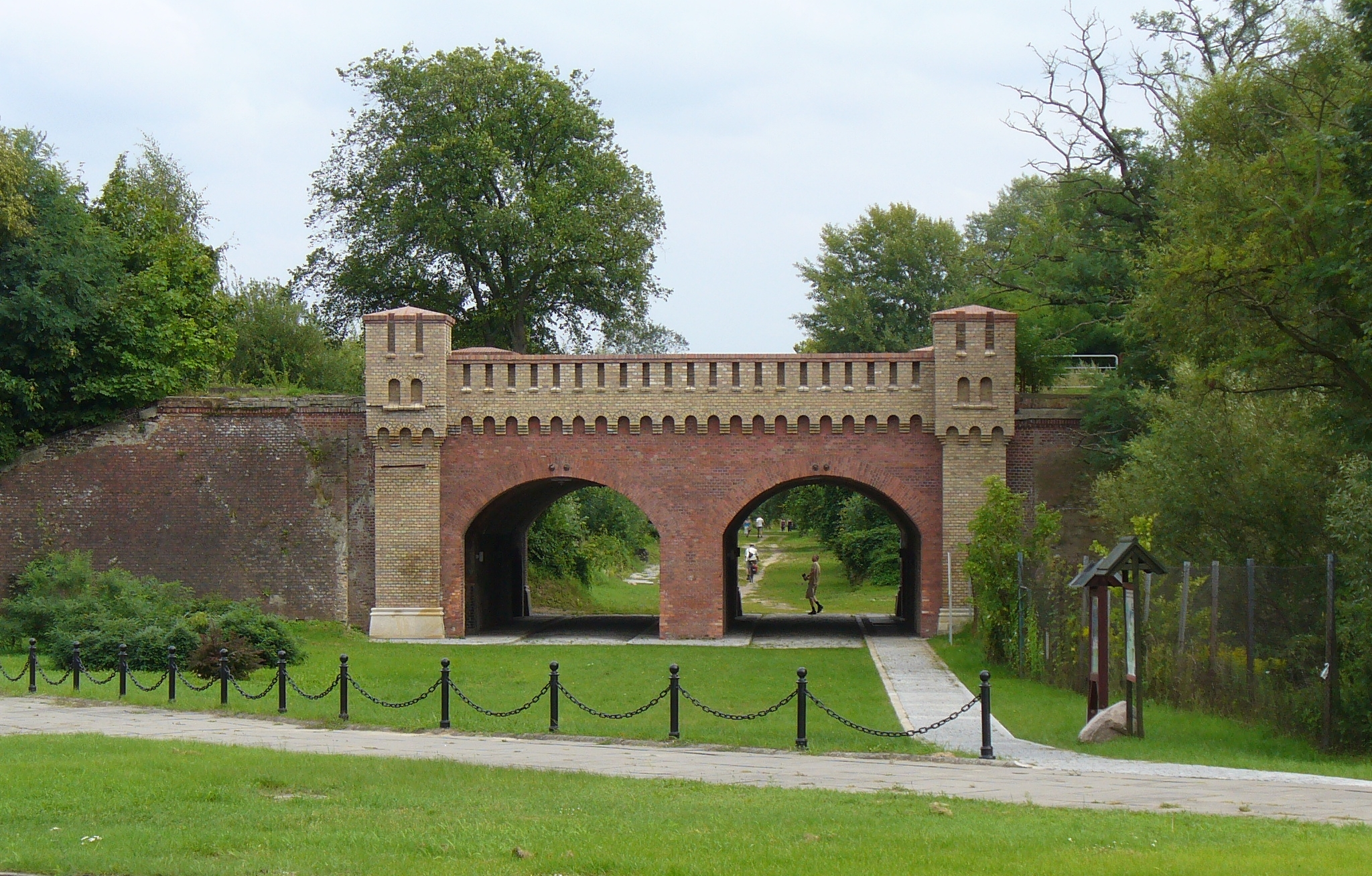
Das Berliner Tor in Küstrin (Kostrzyn n. O.)

Der Verkehr, der von der heutigen Bundesstraße 1 kommend der Route der alten Reichsstraße 1 weiter folgt, passiert auf der Brücke über die Oder (polnisch: Odra) die 45 Jahre geschlossene und erst seit dem 21. November 1992 mit dem Grenzübergang Küstrin-Kietz / Kostrzyn geöffnete Grenze zwischen Deutschland und Polen. Mit Küstrin (Kostrzyn nad Odrą) erreichte die R 1, heute Droga krajowa 22 (DK 22), den ostbrandenburgischen Landkreis Königsberg (Neumark), heute Powiat Gorzowski (Landsberg (Warthe)) in der Woiwodschaft Lebus. Nach der Querung der Bahnstrecke Stettin–Breslau bog die R 1 (anders als die heutige DK 22) nordwärts in Richtung Küstrin-Neustadt ab (heutige DK 31) und traf hier auf die ehemalige Reichsstraße 112 nach Stettin (Szczecin).
Hinter der Brücke über die Warthe (Warta) wandte sich die R 1 ostwärts auf die heutige Droga wojewódzka 132 (DW 132). Hier überquerte sie noch innerhalb der Küstriner Stadtgrenze die Reichsbahnstrecke Berlin – Eydtkuhnen (Tschernyschewskoje/Чернышевское) der Preußischen Ostbahn, die bis zum Endpunkt der R 1 deren ständige Begleiterin war. Der Weg der R 1 führte weiter in den ehemaligen Landkreis Landsberg (Warthe) (heutiger Powiat Gorzowski) durch das nördliche Warthebruch mit den Dörfern Tamsel (Dąbroszyn) und Blumbergerbruch (Mościczki) in die Kleinstadt Vietz (Witnica) unterhalb der Dolgenberge (Dołzyne). Weiter zog die R 1 ihre Bahn durch Dühringshof (Bogdaniec) und Loppow (Łupowo) und erreichte bei Wepritz (Gorzów Wlkp.-Wieprzyce) das heutige Stadtgebiet von Landsberg (Warthe) (Gorzów Wielkopolski).
In Landsberg endet die heutige DW 132 genau an der Stelle, an der die alte R 1 die Reichsstraße 113 Stettin – Grünberg in Schlesien (Zielona Góra) kreuzte (heute DK 3 bzw. Europastraße 65).

### Landsberg – Friedeberg – Woldenberg

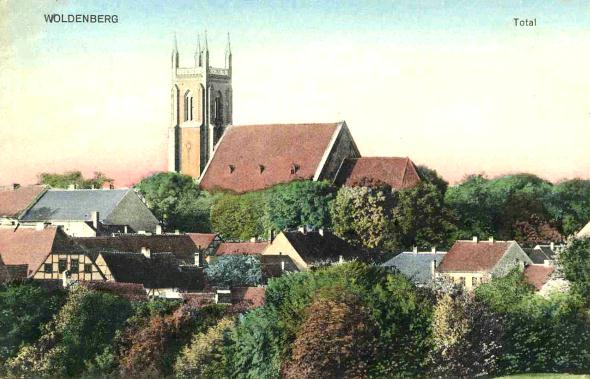
Woldenberg (Dobiegniew) (1900)

Nach der Querung der ehemaligen R 113 hat die R 1 heute wieder die Bezeichnung DK 22, mit der sie ja bereits nach dem Grenzübergang in Küstrin wenige hundert Meter eine gemeinsame Strecke hatte. Südlich des heutigen Barlinecko-Gorzowski Park Krajobrazowy (Landschaftsschutzpark Berlinchen-Landsberg) verlaufend, verließ die R 1 hinter Stolzenberg (Różanki) den ehemaligen Landkreis Landsberg (Warthe), der beim Grenzflüsschen Zunze (Santoczna) in den Landkreis Friedeberg (Neumark) überging. Hier beginnt auch der heutige Powiat Strzelecko-Drezdenecki (Friedeberg–Driesen), in dem die R 1 zunächst durch Altenfließ (Przyłęg) führte. Von 1939 bis 1945 war hier auch die Grenze zwischen den preußischen Provinzen Brandenburg und Pommern. Nach sechs Kilometern erreichte die R 1 die Kreisstadt Friedeberg (Neumark) (Strzelce Krajeńskie).
In ihrem weiteren Verlauf durch die Ortschaften Lichtenow (Licheń) und Lauchstädt (Ługi) erreichte die R 1 das alte neumärkische Städtchen Woldenberg (Dobiegniew), am Südufer des Großen Sees (Jezioro Wielgie) gelegen. Woldenberg ist seit dem Mittelalter Kreuzungspunkt der alten Handelsstraßen von Küstrin (Kostrzyn) nach Ostpreußen (also der R 1) und von Stettin (Szczecin) nach Posen (Poznań). In der letzteren Richtung verläuft auch die 1847 eröffnete Strecke der Stargard-Posener Eisenbahn, die hier überquert wird.

## Provinz Pommern und Westpreußen

### Woldenberg – Schloppe – Deutsch Krone
Die R 1 führte von Woldenberg aus, weiterhin auf der Trasse der heutigen DK 22, nach Wolgast (Wołogoszcz), verließ dann den Landkreis Friedeberg (Neumark) und führte in den Landkreis Arnswalde. Bei Hochzeit (Stare Osiecno) war der Dragepass erreicht. Die Drage (Drawa) bildete von 1368 bis 1772 die Grenze zwischen Brandenburg und Polen. Hinter der Dragebrücke durchlief die R 1 für einige Kilometer den Netzekreis mit dem Ort Wiesental (Przesieki), dann begann der Landkreis Deutsch Krone, der einst zur Provinz Westpreußen, danach zur Provinz Grenzmark Posen-Westpreußen gehörte und von 1939 bis 1945 in die Provinz Pommern integriert war.
Die R 1 durchquerte die Dörfer Zützer (Szczuczarz) und Schönow (Dzwonowo), die zum Landkreis Deutsch Krone gehörten (heute Powiat Wałecki), und erreichte Schloppe (Człopa) am Desselfließ (Cieszynka). Nach zehn Kilometern traf die R 1 auf den Ort Ruschendorf (Rusinowo). Hier begann die Reichsstraße 123 nach Schneidemühl (Piła) (heute DW 179).
Jetzt waren es nur noch 16 Kilometer, die die R 1 über Neu Preußendorf (Prusinówko) und Stranz (Strączno) vorbei am großen Radunsee (Jezioro Raduń) in die Kreisstadt Deutsch Krone (Wałcz) führte. Durch die Lage der Stadt an der alten Handelsstraße von Berlin nach Königsberg und nach dem Bau mehrerer Eisenbahnstrecken (nach Schneidemühl, Piła), Kallies (Kalisz Pomorski) und Stargard in Pommern (Stargard) wurde sie Verkehrsknotenpunkt. In Deutsch Krone kreuzte die R 1 die Reichsstraße 104 Stettin – Schneidemühl (heutige DK 10). Außerdem zweigte hier die Reichsstraße 124 nach Kolberg (Kołobrzeg) ab, die jetzige DW 163.

### Deutsch Krone – Schlochau – Niesewanz

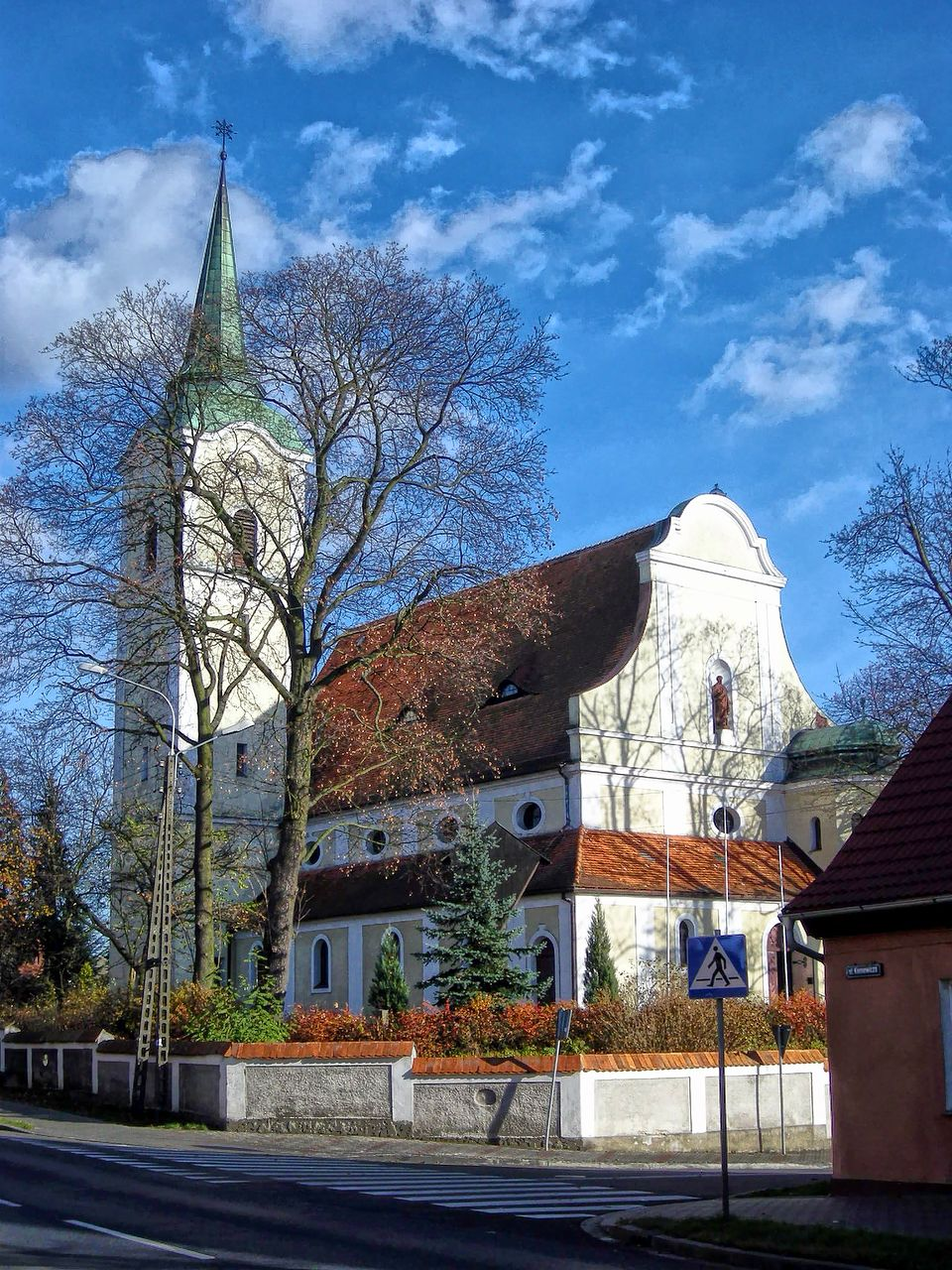
Die St.-Michaelis-Kirche in Jastrow (Jastrowie)

Die R 1 verließ Deutsch Krone, überquerte bei Sagemühl (Ostrowiec) die Döberitz (Dobrzyca) und traf in Freudenfier (Szwecja) auf das Flüsschen Pilow (Piława), das heute die Grenze zwischen dem Powiat Wałecki (Deutsch Krone) und dem Powiat Złotowski (Flatow) sowie auch zwischen den Woiwodschaften Westpommern und Großpolen markiert.
Der Weg der R 1 führte weiter nach Marienbrück (Prądy), überquerte dort die Plietnitz (Płytnica) und traf wenige Kilometer vor Jastrow (Jastrowie) auf die Reichsstraße 160 Schneidemühl (Piła) – Kolberg (Kołobrzeg) (heutige DK 11), die sich elf Kilometer mit der R 1 vereinte und sie bis in die Stadt Jastrow begleitete. Gemeinsam überquerten sie die 1879 von der Preußischen Ostbahn eröffnete Strecke Posen (Poznań) – Neustettin (Szczecinek) und die Bahnstrecke Tempelburg (Czaplinek) – Wengerz (Węgierce).
Mit Jastrow, das als Jastrowie heute zum Powiat Złotowski (Flatow) gehört, verließ nun die R 1 den letzten Ort im früheren Landkreis Deutsch Krone und durchquerte mit Flederborn (Podgaje) den einzigen Ort an der R 1, der zum Landkreis Neustettin gehörte. Hier nun trennte sich die R 1 wieder von der R 160. Ab Jastrow wurde die R 1 von der Küddow (Gwda) begleitet, die dann nach 14 Kilometern im Dorf Landeck (Lędyczek) die Straße unterquert und hier das Flüsschen Dobrinka (Debrzynka) aufnimmt. Noch 1830 war an der Straßenbrücke ein Zoll zu entrichten. In Landeck führte die Trasse der R 1 auf das Territorium des ehemaligen Landkreises Schlochau, und jenseits der Gwda beginnt heute ebenfalls nicht nur das Powiat Człuchowski (Schlochau), sondern auch die polnische Woiwodschaft Pommern.
Weitere Dörfer des Schlochauer Landes reihten sich nun an die R 1: Peterswalde (Cierznie), Heinrichswalde (Uniechów), Barkenfelde (Barkowo) und Christfelde (Chrząstowo). Nach Querung der alten Reichsbahnstrecke Neustettin (Szczecinek) – Konitz (Chojnice) war die Kreisstadt Schlochau (Człuchów) erreicht. An der Stadtgrenze von Schlochau überquerte die R 1 die Bahnstrecke nach Rummelsburg (Miastko), bevor sie bei Niesewanz (Nieżywięc) an die zwischen 1920 und 1939 bestehende Grenze des Deutschen Reiches zum Polnischen Korridor stieß.

## Der Regierungsbezirk Westpreußen und die Freie Stadt Danzig

### Niesewanz – Konitz – Dirschau
Niesewanz (Nieżywięc) ist ein kleines Dorf mit knapp 400 Einwohnern am Rande der DK 22. In der Tucheler Heide war die R 1 bis 1939 eine nur „gedachte“ Reichsstraße. Zwischen 1939 und 1945 gehörte die Strecke zwischen Niesewanz und Dirschau auch offiziell zur R 1, weil der Korridor nach dem Überfall auf Polen völkerrechtswidrig Teil des Reichsgaus Danzig-Westpreußen geworden war.
Mit Konitz (Chojnice), das nur 13 Kilometer von Schlochau entfernt liegt, war die Kreisstadt des Landkreises Konitz (des heutigen Powiat Chojnicki) erreicht, der vor 1920 zur Provinz Westpreußen gehörte und heute Teil der Woiwodschaft Pommern ist. Bei der Ausfahrt aus der Stadt überquerte die R 1 die Preußische Ostbahn und die Strecke Konitz–Berent (Westpreußen) (Kościerzyna). Auf ihrem weiteren Weg passierte die R 1 Jesiorke (Jeziorki) und bei Rittel (Rytel) die Brahe (Brda) mit dem Großen Brahekanal (Wielki Kanał Brdy), von wo aus es nur noch dreizehn Kilometer bis nach Czersk (1942–1945: Heiderode) im Norden des heutigen Tucholski Park Krajobrazowy (Tucheler Landschaftsschutzpark) sind. In Czersk wurde bereits 1827 die spätere Reichsstraße 1 gebaut. Auch diese Stadt liegt an der Preußischen Ostbahn, die parallel zur R 1 verlief. In Czersk kreuzten diese Bahnlinie und die heutige Staatsbahnstrecke Nr. 215 (Bonk (Bąk) – Laskowitz (Laskowice)) die R 1 und wenige Kilometer weiter ostwärts bei Long (heute Łąg, 1942–1945: Schönhain) die Strecke Gdingen (Gdynia) – Groß Neudorf (Nowa Wieś Wielka).
Wieder war es ein Flüsschen, nämlich die Neckwarz (Niechwaszcz), die der R 1 den Wechsel zu einer anderen Landkreiszugehörigkeit signalisierte, denn beim Ort Schwarzwasser (Czarna Woda) begann der westpreußische Landkreis Preußisch Stargard (heute Kreis Starogard Gdański). Über Dombrowo (Dąbrowa) und Bitonia (Bytonia) erreichte die R 1 nach 16 Kilometern den Ort Hochstüblau (Zblewo), um nach weiteren 14 Kilometern in die Kreisstadt Preußisch Stargard (Starogard Gdański) zu gelangen. In Preußisch Stargard überquerte die R 1 nicht nur das Flüsschen Ferse (Wierzyca), sondern auch die von der Ostbahn abzweigende Staatsbahnlinie Nr. 243 nach Skurz (Skórz).
Am Zdunyer See (Jezioro Zduńskie) vorbei verlief die R 1 durch Swaroschin (Swarożyn), den Kreuzungspunkt der heutigen DK 22 mit der Autostrada A 1, bis nach Klein Watzmirs (Waćmierek) im ehemaligen Landkreis Dirschau und heutigen Powiat Tczewski, wo die R 1, anders als die heutige DK 22, direkten Kurs auf Dirschau (Tczew) nahm. In Dirschau zweigte die Reichsstraße 2 nach Danzig und Stettin ab. Heute ist der Kreuzungspunkt der Droga krajowa 22 (= R 1) mit der Droga krajowa 1 (= R 2) aus der Stadt heraus nach Süden verlagert. Auf der Weichselbrücke Dirschau endete für die R 1 der Weg durch den Korridor; sie verblieb zwischen 1939 und 1945 aber im Reichsgau Danzig-Westpreußen auf ihrem weiteren Weg nach Marienburg (Malbork).

### Dirschau – Marienburg – Elbing
Nach der Überquerung der Weichsel in Dirschau (Tczew) bog die R 1 südwärts ab, und bei Kunzendorf (Kończewice) trifft heute wieder die DK 22 auf die Trasse der ehemaligen Reichsstraße. Noch befindet sich die Straße im ehemaligen Landkreis Dirschau, aber schon im heutigen Powiat Malborski (Marienburg). Der Weg führte durch die Tiefebene des Großen Marienburger Werders (Wiekie Żulawy Malborskie) direkt nach Marienburg mit der altehrwürdigen Ordensburg Marienburg.
In Marienburg kreuzte die R 1 die Reichsstraße 129 Tiegenhof (Nowy Dwór Gdański) – Marienwerder (Kwidzyn). Außerdem traf die R 1 hier auf die Reichsstraße 144 nach Deutsch Eylau (Iława). In Marienburg überquerte die R 1 auch mehrere Bahnstrecken: die Strecke der Preußischen Ostbahn, die Nord-Süd-Strecke, die heute als Staatsbahnlinie Nr. 9 Danzig mit Warschau verbindet, und auch die Strecken nach Mohrungen (Morąg) bzw. nach Marienwerder (Kwidzyn).
Auf ihrem weiteren Weg durch den Landkreis Marienburg kam die R 1 durch das Dorf Altfelde (Stare Pole), um danach in den Landkreis Elbing (heutiger Powiat Elbląski) zu führen. Hierbei verlässt die Trasse der R 1 auch die Woiwodschaft Pommern und gelangt in die Woiwodschaft Ermland-Masuren, genauso, wie vor 1945 hier die Provinz Westpreußen in die Provinz Ostpreußen wechselte. Die erste Kleinstadt in der Region ist Fichthorst (Jegłownik), das im Tiefland des Elbinger Werders (Nizina Elbląski) in der unmittelbaren Nähe zur Stadt Elbing (Elbląg) liegt.

## Provinz Ostpreußen

### Elbing – Frauenburg – Braunsberg

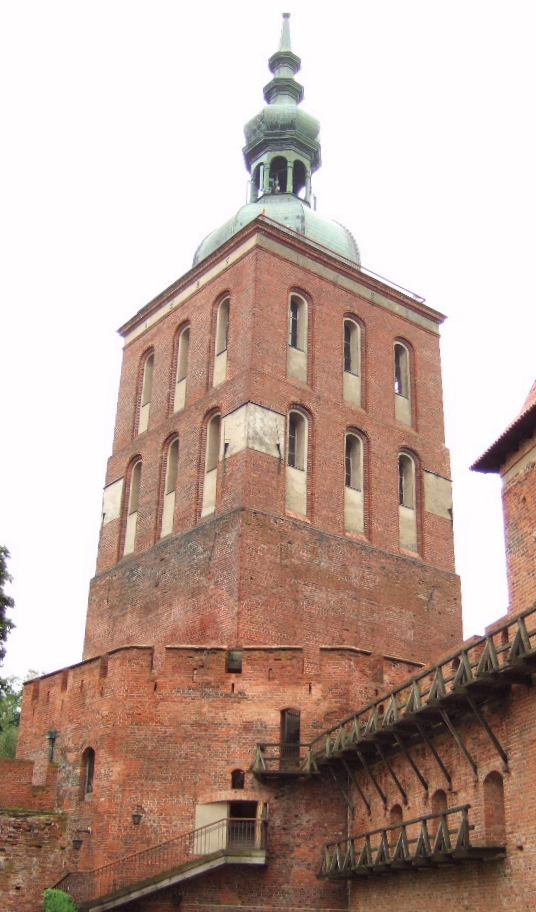
Glockenturm der Domburg in Frauenburg (Frombork)

Nach wenigen Kilometern erreichte die R 1 die Stadtgrenze von Elbing. Hier biegt die heutige S 22 ab und lenkt ihren Weg auf die ehemalige teilweise ausgebaute Reichsautobahn Berlin–Königsberg. Die R 1 verlief jetzt kurz über die heutige DW 500, die ins Zentrum Elbings führt. Hier ist der Elbing (Elbląg) zu überqueren, ebenso die frühere Kleinbahnstrecke Elbing–Braunsberg (Braniewo) der Ostdeutschen Eisenbahn-Gesellschaft.
In Elbing kreuzte die Reichsstraße 130 Danzig – Allenstein (heute DK 7 und Europastraße 77) den Weg der alten R 1, auf deren Trasse nun die heutige DW 504 verläuft. Unterhalb der Elbinger Höhe (heute Landschaftsschutzpark Krajobrazowy Wzniesienie Elbląskie) nahm sie ihren Weg über Trunz (Milejewo) und Neukirch-Höhe (Pogrodzie) in Richtung Frauenburg (Frombork). Die R 1 verlief nun parallel zum Frischen Haff (Zalew Wiślany) und traf wenige Kilometer nach der Grenze zum Kreis Braunsberg (heutiger Powiat Braniewski) in Frauenburg das erste Mal direkt auf die Küste.
Sechs Kilometer hinter Frauenburg kreuzte bei Stangendorf (Stępień) die Kleinbahnlinie Elbing–Braunsberg wieder die R 1. Diese erreichte nun die Kreisstadt Braunsberg (Braniewo), in deren Zentrum die heutige DW 504 in die DK 54 (Europastraße 28) übergeht. Die Passarge (Pasłęka) wird überquert. Gleich hinter der Brücke zweigte die Reichsstraße 142 von der R 1 ab und zog südostwärts in einem großen Bogen nach Wehlau (Snamensk/Знаменск), wo sie die R 1 dann wiedertraf.

### Braunsberg – Heiligenbeil – Königsberg
Hinter der Stadtgrenze von Braunsberg (Braniewo) überquerte die R 1 wieder einmal die Preußische Ostbahn. Kurz nach dem Erreichen des ehemaligen ostpreußischen Landkreises Heiligenbeil bei Grunau (Gronowo) überquert die Trasse beim Grenzübergang Gronowo / Mamonowo (Мамоново) die seit 1945 bestehende Staatsgrenze zwischen Polen und der früheren Sowjetunion bzw. dem heutigen Russland. Seit Polens Beitritt zur Europäischen Union (EU) ist hier eine EU-Außengrenze.
Vier Kilometer hinter der heutigen Grenze überquerte die alte R 1 – heute die russische Regionalstraße 27A-020 (ex A194) – das Flüsschen Bahnau (Mamonowka/Мамоновка, polnisch: Banówka) und erreichte gleich danach die ehemalige Kreisstadt Heiligenbeil (Mamonowo/Мамоново). Elf Kilometer von Heiligenbeil entfernt liegt das Städtchen Bladiau (Pjatidoroschnoje/Пятидорожное) an der R 1, und weitere 11 Kilometer später traf die Reichsstraße auf Ludwigsort (Laduschkin/Ладушкин), wo sie erneut die Preußische Ostbahn kreuzte.
Die R 1 erreichte jetzt beim kleinen Dorf Brandenburg (Uschakowo/Ушаково) zum zweiten Mal – nach Frauenburg (Frombork) – direkt die Küste am Frischen Haff. Dort überquerte die R 1 den Frisching (Prochladnaja/Прохладная), erreichte den ehemaligen Landkreis Königsberg und nach weniger als 20 Kilometern die Stadt Königsberg (Kaliningrad/Калининград). Durch die Außenbezirke dieser Stadt bahnte sich die R 1 ihren Weg direkt ins Zentrum.
Im Stadtzentrum von Königsberg traf die R 1 auf vier andere Reichsstraßen: die R 126 (heutige A 190 nach Polessk (Labiau/Полөсск)), die R 128 (heutige A 191 nach Cranz (Selenogradsk/Зеленоградск) bzw. heutige 27A-017 (exA 195) nach Preußisch Eylau (Bagrationowsk/Багратионовск)), die R 131 (heutige A 193 nach Pillau (Baltijsk/ Балтийск) bzw. heutige A 196 nach Nordenburg (Krylowo/ Крылово)) sowie die R 143 nach Rauschen (Swetlogorsk/Светлогорск).

### Königsberg – Wehlau – Insterburg
Der Verlauf der R 1 durch Königsberg ist nicht mehr ganz genau zu rekonstruieren: sie kam von Südwesten durch das Brandenburger Tor, überquerte dann über die Reichsbahnbrücke den Pregel (Pregolja/Преголя) und verlief dann über den Hansaplatz am Nordbahnhof vorbei in einem weiten Bogen nach Osten.
Bis nach Eydtkuhnen (Tschernyschewskoje/Чернышевское) verläuft nun, mit einigen Abweichungen, die russische Fernstraße A 229 auf der Trasse der ehemaligen R 1. Sie wird hier außerdem zweifache Europastraße: Europastraße 28 (das ist sie bereits seit Braunsberg (Braniewo)) und Europastraße 77 (diese wird in Danzig zugunsten einer Fährverbindung über die Ostsee bis nach Kaliningrad unterbrochen). Gleich nach der Stadtgrenze von Königsberg führte die alte R 1 (anders als die breit und komfortabel ausgebaute A 229) nördlich über die zum ehemaligen Landkreis Königsberg (1939–1945 Landkreis Samland) und zum heutigen Rajon Gurjewsk (Гурьевский район) gehörenden Dörfer Arnau (Rodniki/Родники) und Waldau (Nisowje/Низовье), bis nach etwa 17 Kilometern die heutige A 229 wieder auf die Trasse der R 1 trifft.
Nach sieben Kilometern führte sie bei Schiewenau (Borskoje/Борское) im früheren Landkreis Wehlau südlich auf die Stadt Tapiau (Gwardeisk/Гвардейск) zu, die heute von der A 229 umfahren wird. Diese Stadt ist heute Sitz des nach ihr benannten Rajons Gwardejsk (Гвардейский район) und liegt wie die zehn Kilometer entfernte frühere Kreisstadt Wehlau (Snamensk/Знаменск) am Pregel (Pregolja/Преголя).
In Wehlau traf die R 1 auch wieder auf die Reichsstraße 142, die in Braunsberg (Braniewo) abzweigte und in einem südöstlichen Bogen nun hier die Pregelstadt erreicht. Ab vier Kilometer hinter Wehlau verläuft auf der alten R 1 wieder die neue A 229 bis nach Taplacken (Талпаки), einem kleinen Dorf im Pregelbruch. Hier zweigte die Reichsstraße 138 (die heutige A 216) und Europastraße 77 nach Norden in Richtung Tilsit (Sowjetsk/Советск) ab. Gleich hinter Taplacken überquerte die R 1 ein letztes Mal den Pregel, den sie aber noch weiterhin an der Nordseite begleitet. Über Norkitten (Meschduretschje/Междуречье) und Wiepeningken (ab 1928: Staatshausen, russisch: Podgornoje/Подгорное) im ehemaligen Landkreis Insterburg war dann nach weniger als 30 Kilometern das Stadtzentrum von Insterburg (Tschernjachowsk/Черняховск) erreicht.

### Insterburg – Gumbinnen – Eydtkuhnen

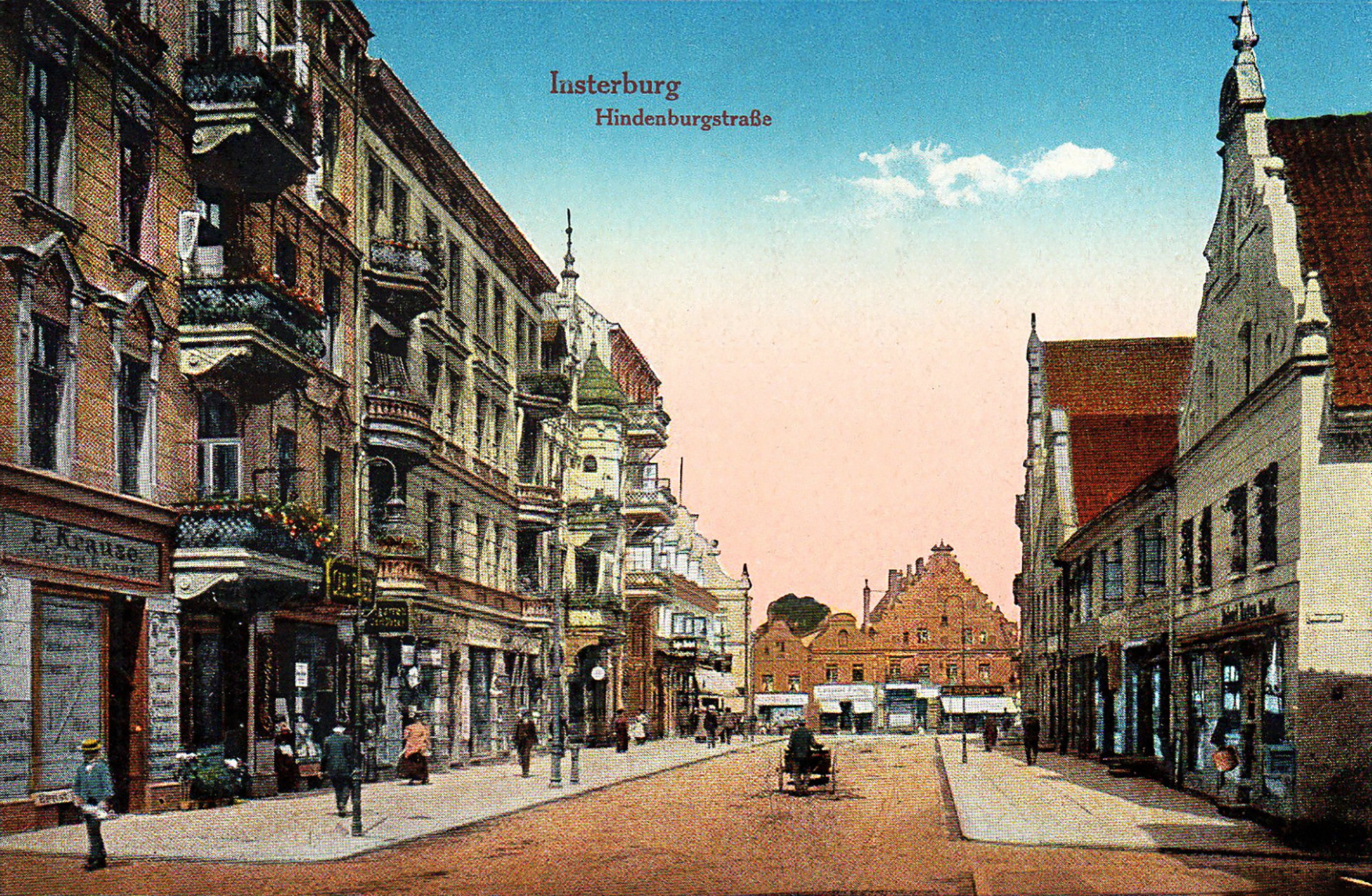
Die frühere Hindenburgstraße in Insterburg (Tschernjachowsk/Черняховск)

In Insterburg (Tschernjachowsk/Черняховск) begegnete die R 1 zwei Reichsstraßen: der Reichsstraße 137 nach Goldap (polnisch: Gołdap) und der Reichsstraße 139 nach Nordenburg (Krylowo/Крылово). In Insterburg kreuzte die R 1 auch die alte Reichsbahnstrecke und heutige Linie der Russischen Eisenbahn nach Tilsit (Sowjetsk/Советск). Die R 1 nahm nun ihren Weg über die Angerapp (Angrapa/Анграпа) und den kleinen Ort Szameitkehmen/1938–1946: Walkenau (Schosseinoje/Шоссейное), von wo aus die Reichsstraße 137 nach sieben Kilometern gemeinsamer Strecke mit der R 1 in Richtung Goldap abbog (heutige R 517). Kurz hinter Kubbeln (Podduby/Поддубы), ehem. im Landkreis Gumbinnen, weicht die heutige A 229 vom Verlauf der R 1 ab. Die R 1 überquerte die Pissa und erreichte die Stadt Gumbinnen (Gussew/Гусев). Die fast 30.000 Einwohner zählende Stadt ist heute Verwaltungssitz für den Rajon Gussew (Гусевский район).
In Gumbinnen kreuzte die Reichsstraße 132 zwischen Tilsit (Sowjetsk/Советск) (heutige A 198) und Gołdap (Goldap) die R 1. Wenige Kilometer nach Gumbinnen erreicht die heutige A 229, die als moderne Umgehungsstraße ausgebaut wurde, wieder die alte R 1. Südlich der Straße liegt das Dorf Trakehnen (Jasnaja Poljana/Ясная Поляна), das ehedem zum Landkreis Stallupönen, heute zum Rajon Nesterow (Нестеровский район) gehört. Trakehnen war bekannt durch sein legendäres Gestüt, dessen Pferdekoppeln auch links und rechts der R 1 zu sehen waren. Heute befindet sich hier ein Kolchos.
Die R 1 verlief nun im Süden des sogenannten Teufelsmoores und gelangte nach Stallupönen (1938–1945: Ebenrode, Nesterow/Нестеров), dem ehemaligen Zentrum des Landkreises Stallupönen (Ebenrode). Von Stallupönen sind es noch zwölf der von Aachen insgesamt 1392 Streckenkilometer der R 1 bis zum Grenzort Eydtkuhnen (1938–1945: Eydtkau, Tschernyschewskoje/Чернышевское). Am Flüsschen Lepone endete bis 1940 das Deutsche Reich an der Grenze zu Litauen, bis 1945 zur Litauischen Sowjetrepublik. Zwischen 1945 und 1991 war dies innerhalb der Sowjetunion die Grenze zwischen dem Kaliningrader Gebiet (zugehörig zur RSFSR) und der Litauischen Sowjetrepublik. Heute fungiert sie als EU-Außengrenze zwischen Litauen und Russland. Die alte Reichsstraße 1 endete hier, ebenso wie heute die russische A 229. Die Fortsetzung bildet die litauische A 7. Die Europastraße 28 führt auf dieser weiter durch Litauen bis nach Minsk in Belarus.